# Le Moutaret
Le Moutaret è un comune francese di 223 abitanti situato nel dipartimento dell'Isère della regione dell'Alvernia-Rodano-Alpi. Il suo territorio è attraversato dal fiume Breda.

## Società

### Evoluzione demografica
Abitanti censiti